# Dichorragia nesimachus
Dichorragia nesimachus är en fjärilsart som beskrevs av Jean Baptiste Boisduval 1836. Dichorragia nesimachus ingår i släktet Dichorragia och familjen praktfjärilar. Inga underarter finns listade i Catalogue of Life.

## Bildgalleri

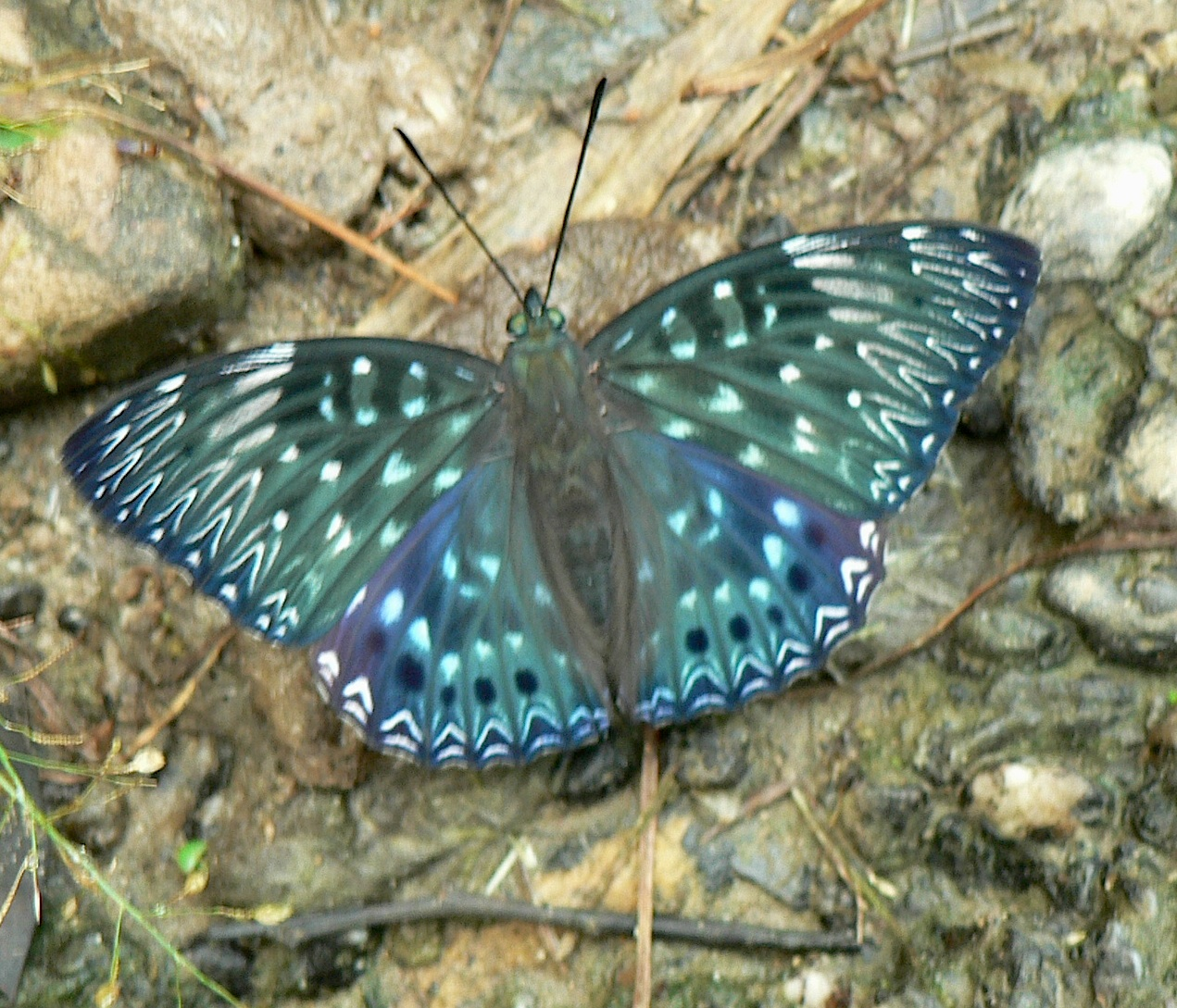
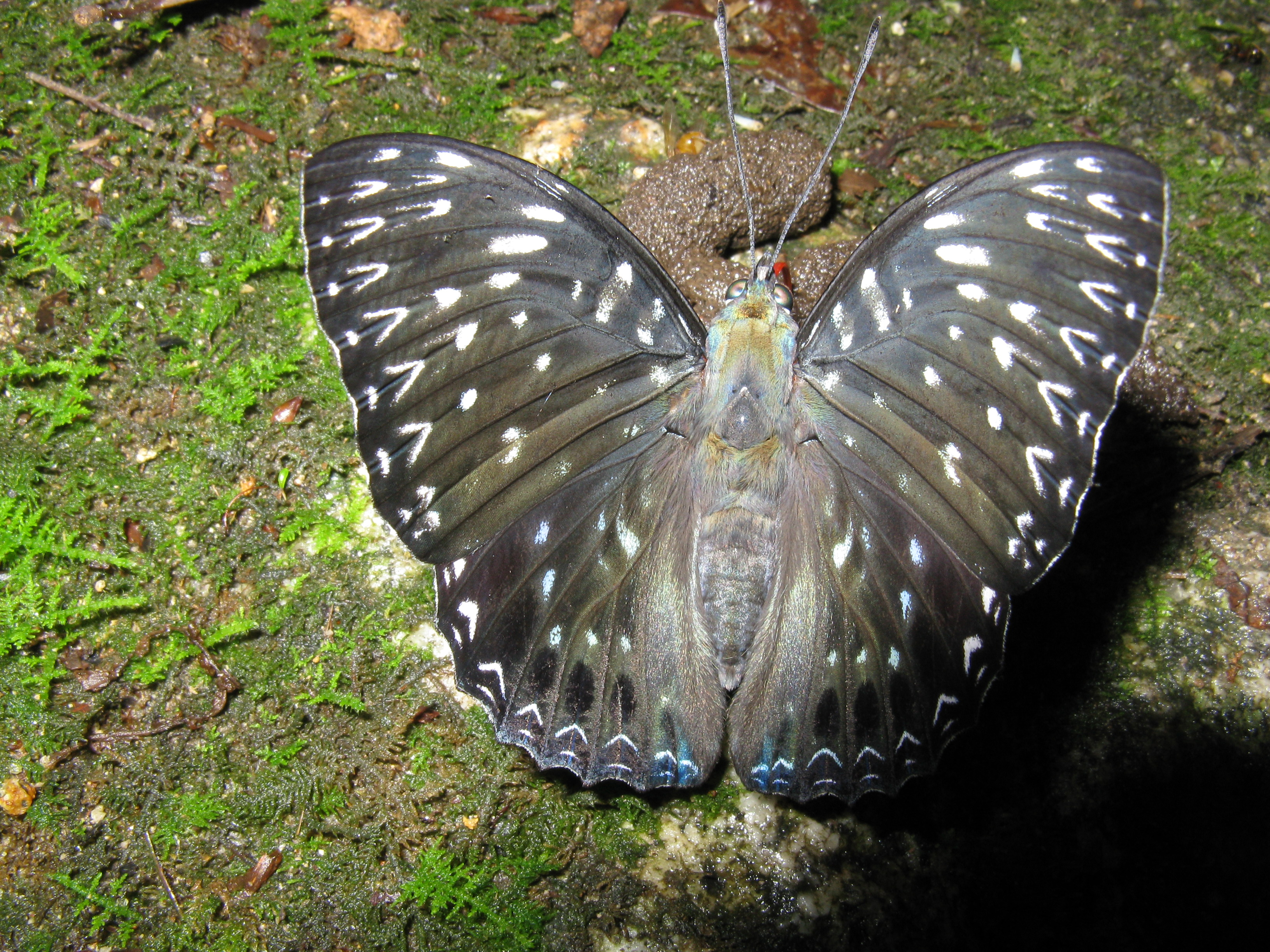
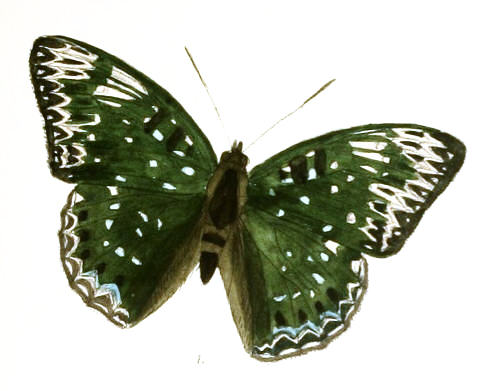
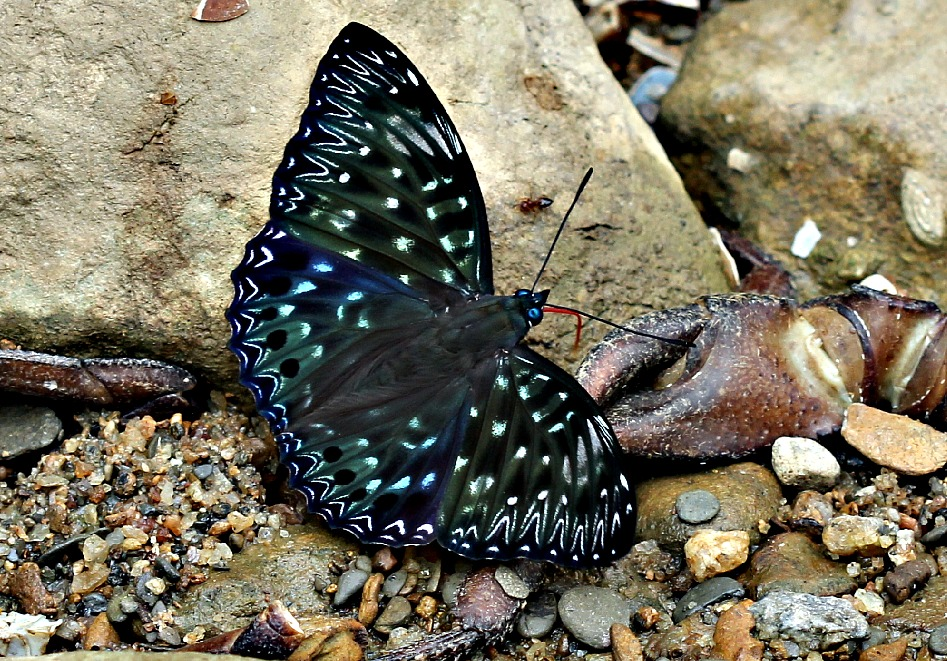
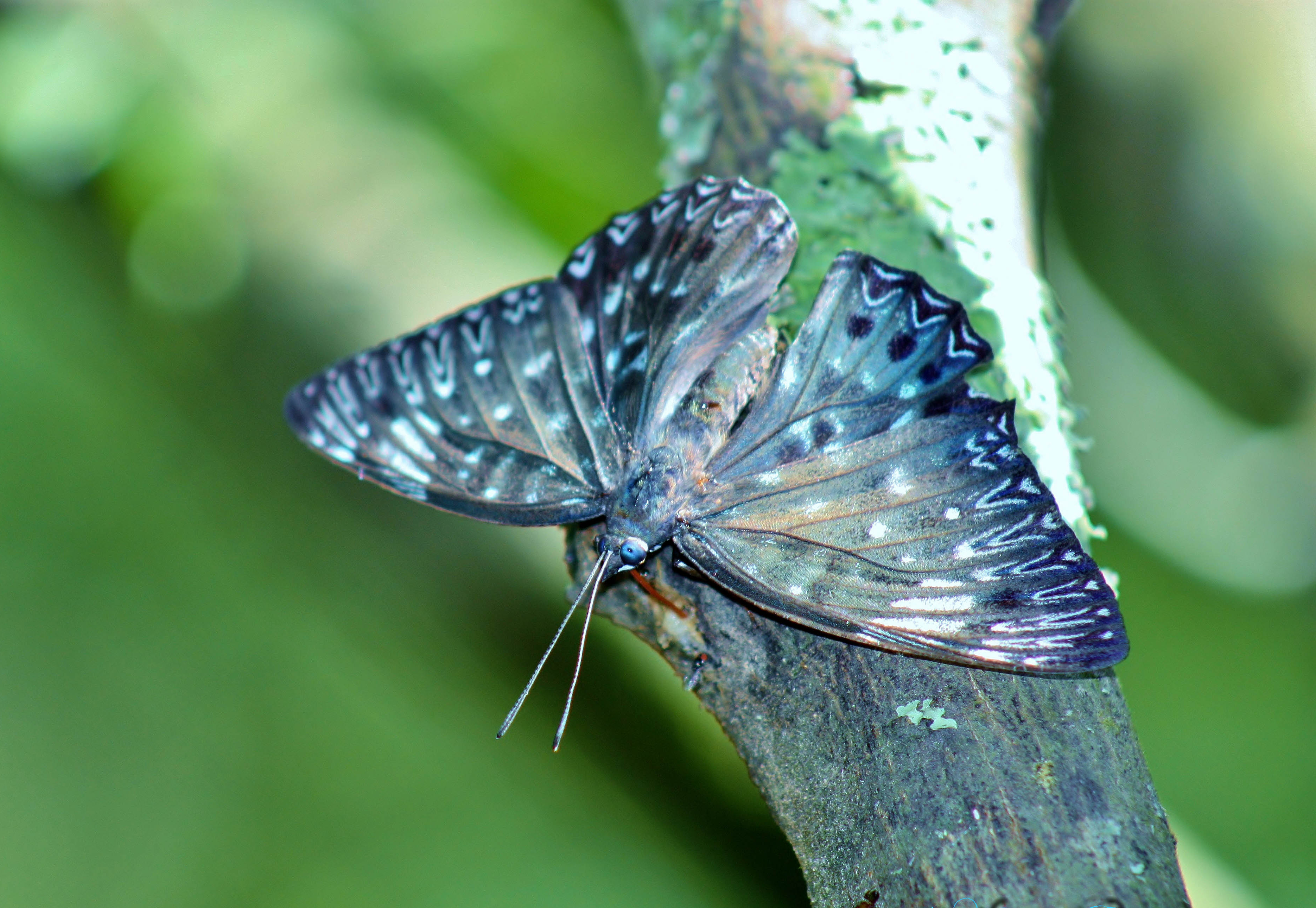
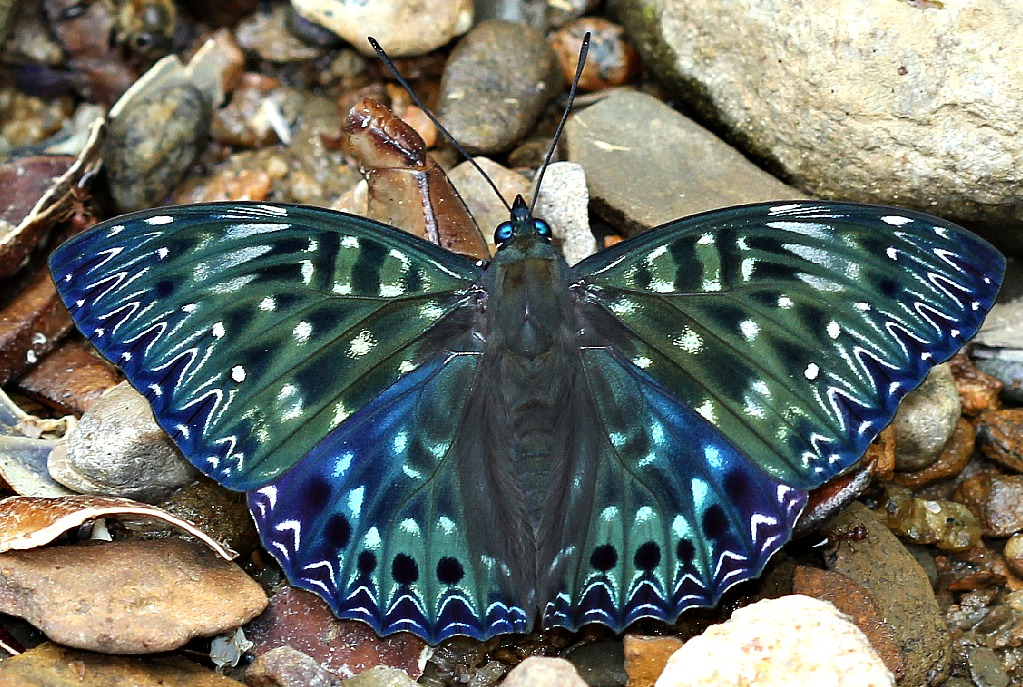